# Ansitz Lindenburg

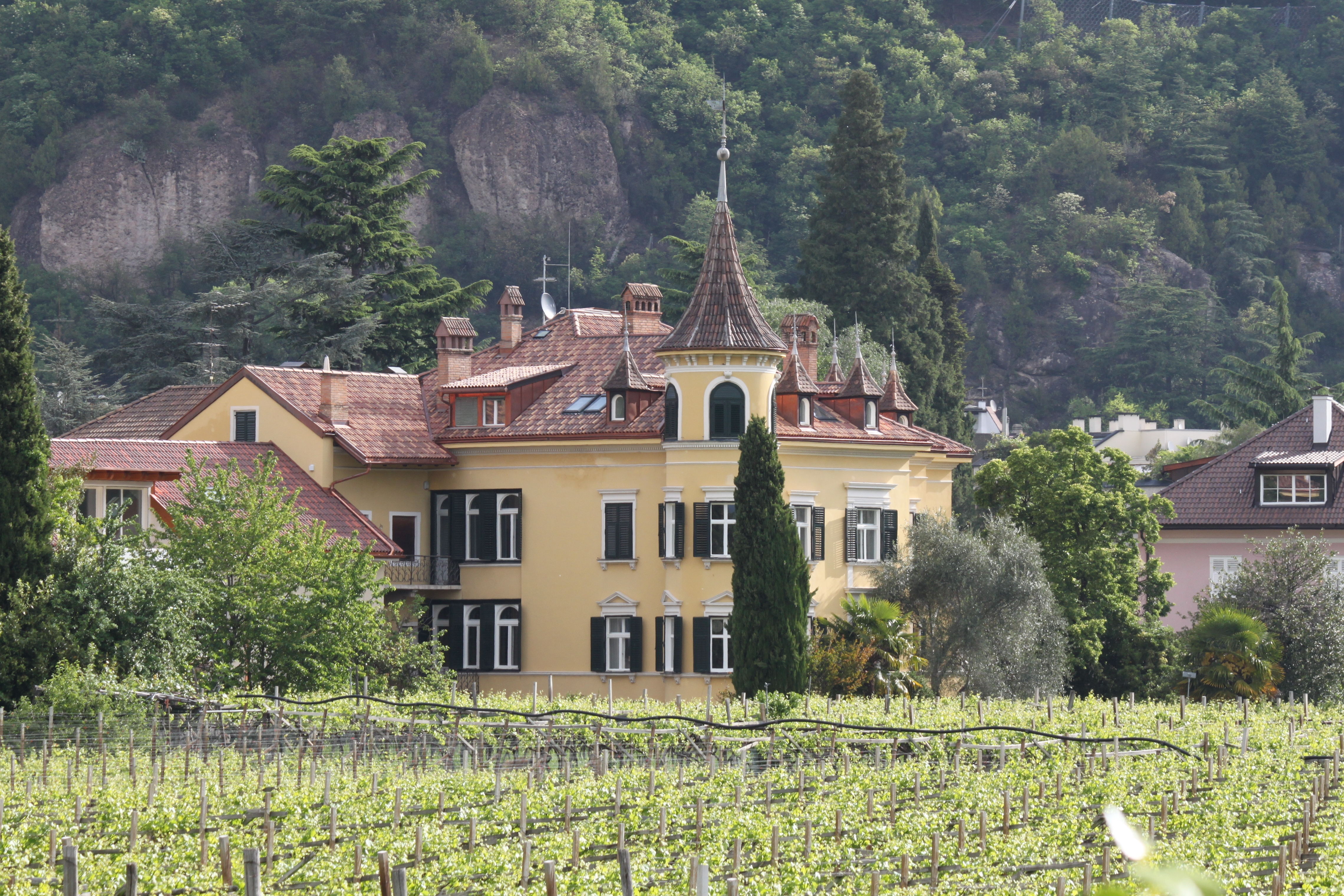
Der Ansitz Lindenburg von der Bozner Wassermauer aus betrachtet (Südwestansicht).

Der Ansitz Lindenburg ist ein von Weingärten umgebenes Haus in Bozen. Er befindet sich in der Runkelsteiner Straße und steht seit 1977 unter Denkmalschutz.
Die Örtlichkeit wurde erstmals 1237 als «ad Campille apud Linte» erwähnt. Mitte des 16. Jahrhunderts wurde es von der Tiroler Adelsfamilie Goldegg erworben und zum Ansitz umgebaut. Die Goldegg waren seit 1524 in der Tiroler Adelsmatrikel eingetragen und verwendeten fortan das Prädikat zu Lindenburg. 1818 verkauften sie das Haus, das 1896/97 von Stadtbaumeister Johann Bittner im Auftrag der Familie von Hepperger in historisierender Form umgestaltet wurde.